# Краснозаринский

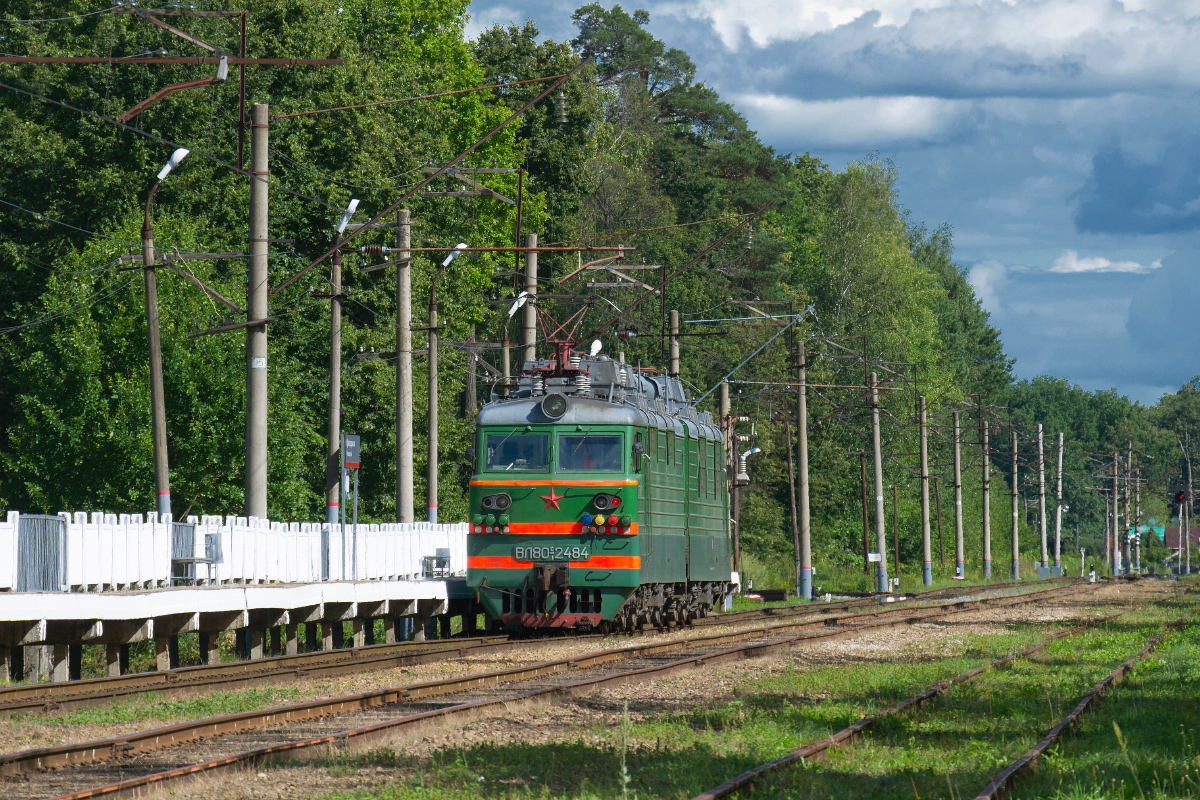
Электровоз ВЛ80С-2484 на станции Краснозаринский

Краснозаринский (также Краснозаринск) — станция Казанского региона обслуживания Горьковской железной дороги — филиала ОАО «РЖД» в Республике Татарстан, Россия. Находится на электрифицированной линии Зелёный Дол — Волжск. По объёму работы отнесена к 5 классу.
Последняя на участке Зелёный Дол — Волжск станция в Татарстане. Менее чем в километре западнее начинается республика Марий Эл.

## История
Линия Зелёный Дол — Волжск была построена в 1940 году. В 1951 году на ней появилась станция, до 1958 года называвшаяся «Платформа 9 км». В 1958 была переименована в «Станция Краснозаринский».
В 1972 году вместе со всей линией Волжск — Казань была введена электрификация постоянным током напряжением 3 кВ. Тот же участок был переведён на переменный ток напряжением 25 кВ в 1985 году.

## Расположение
Станция расположена на западной окраине города Зеленодольска, в небольшом дачном посёлке. Чуть южнее станции за лесополосой проходит автодорога А-295, а ещё южнее — один из заливов Волги. Севернее и восточнее расположены промзоны.
Расстояние до Казани — 36,3 км, до Волжска — 5,1 км, до Зелёного Дола — 8,5 км.

## Описание
На станции 3 приёмо-отправочных пути, уложенных парком-трапецией. У самого северного, главного пути расположена боковая высокая пассажирская платформа длиной 210 метров. Только он электрифицирован.
От станции отходит два подъездных пути. Один отходит от западной горловины и уходит на север, другой отходит от первого пути чуть восточнее пассажирской платформы и уходит на восток.
На станции отсутствует электрическая централизация, стрелки переводятся вручную. В связи с этим присутствуют будки стрелочников обеих горловинах.

## Деятельность
Поезда дальнего следования через станцию не проходят. Пригородное сообщение представлено электропоездами ППК «Содружество».
Поезда следуют утром до станции Высокая Гора (через Казань-Пасс., один поезд) и вечером до станции Волжск (один поезд от ст. Казань-Пасс., один от ст. Бирюли через Казань-Пасс.).
Время в пути от Казани — чуть меньше полутора часов, от Волжска — ровно 15 минут, от Зелёного Дола — 20-30 минут.
На станции осуществляются:
- приём и выдача грузов на подъездных путях;
- продажа билетов на пригородные (местные) поезда без багажных операций.